# WASP-95
WASP-95 é uma estrela na constelação de Grus. Com uma magnitude aparente visual de 10,1, não é visível a olho nu. Com base em medições de paralaxe, do segundo lançamento do catálogo Gaia, está localizada a uma distância de 450 anos-luz (138 parsecs) da Terra.
Com um tipo espectral de G2 e uma temperatura efetiva de 5 830 K, esta é uma estrela amarela similar ao Sol. Sua massa é estimada em 111% da massa solar e seu raio em 113% do raio solar. A estrela provavelmente tem uma metalicidade um pouco superior à solar e pode ser um pouco evoluída, com uma idade de vários bilhões de anos. Sua luminosidade parece ter pequenas variações de 0,002 magnitudes com um período de 20,7 dias, o que pode corresponder ao período de rotação da estrela.
Em 2014 foi publicada a descoberta de um planeta extrassolar em órbita ao redor desta estrela, detectado pelo método de trânsito pelo projeto WASP. O planeta é um Júpiter quente cerca de 10% mais massivo que Júpiter, e tem um raio de 1,2 vezes o raio de Júpiter, correspondendo a uma densidade de 1,13 g/cm3. Ele completa uma órbita em 2,185 dias e está a uma distância de 0,034 UA da estrela.
| Planeta | Massa           | Raio           | Semieixo maior (UA) | Período orbital (dias) | Excentricidade | Inclinação    |
| ------- | --------------- | -------------- | ------------------- | ---------------------- | -------------- | ------------- |
| b       | >1,11 ± 0,09 MJ | 1,21 ± 0,06 RJ | 0,03416 ± 0,00083   | 2,1846730 ± 0,0000014  | 0              | 88,4+1,2 −2,1 |